# 卡尔汉 (科罗拉多州)
卡尔汉（英語：Calhan），是美国科罗拉多州埃尔帕索县下属的一座城市。建市于1919年5月10日，面积大约为0.867平方英里（2.245平方公里）。根据2010年美国人口普查，该市有人口780人。2011年估计该市有人口798人，相比2010年人口增长率为2.31%。同时，论人口该市是科罗拉多州第162大城市。